# Boyne Falls
Pour les articles homonymes, voir Boyne.
Boyne Falls est un village du comté de Charlevoix, dans l'État du Michigan, aux États-Unis. En 2020, il comptait une population de 358 habitants.